# Stanisław Krakiewicz
Stanisław Krakiewicz (ur. 16 maja 1892 w Dubience, zm. 4 stycznia 1985 w Warszawie) – w okresie międzywojennym ministerialny radca prawny, brał czynny udział w działaniach wojennych w roku 1920 i 1939. Był wieloletnim działaczem i jednym z przywódców wolnych chrześcijan. Po wojnie stał się jednym z założycieli Zjednoczonego Kościoła Ewangelicznego, którego prezesem był w latach 1947–1975. Aresztowano go w 1950 roku i skazano na wieloletnie więzienie. Od 1952 roku po wyjściu na wolność w wyniku amnestii prowadził ugodową względem władz politykę, za co został kilkakrotnie wyróżniony. Pod koniec życia został usunięty z ZKE i przeszedł do baptystów.
Publikował przede wszystkim na łamach miesięcznika „Chrześcijanin”, zbiór wybranych artykułów został wydany w książce Aby byli jedno (1975).

## Dzieciństwo i młodość
Urodził się 16 maja 1892 roku w Dubience, w województwie lubelskim, w rzymskokatolickiej rodzinie. Ojciec, Franciszek Krakiewicz (1852–1923), był rolnikiem, a także zajmował się furmaństwem. Woził rozmaite towary oraz ludzi z Hrubieszowa do Dubienki. Krakiewicz miał sześcioro rodzeństwa. Feliks był działaczem społecznym, podczas okupacji dowodził grupą partyzancką. Tomasz był księdzem rzymskokatolickim, a w latach 1907–1922 mariawickim. Część rodziny Krakiewicza podczas okupacji współpracowała z AK.
Naukę rozpoczął w rodzinnej miejscowości, gdzie ukończył pięć klas szkoły podstawowej, następnie uczył się w progimnazjum w Hrubieszowie (założonym przez  Stanisława Staszica). Od IV klasy gimnazjalnej, ze względu na trudną sytuację materialną rodziny, sam pracował na własne utrzymanie. W 1908 roku kontynuował naukę w gimnazjum w Chełmie, a od 1911 roku w Płocku. W 1912 roku otrzymał świadectwo maturalne.
W roku 1908 zaczął interesować się polityką, sympatyzował z Polską Partią Socjalistyczną – Frakcją Rewolucyjną. Czytał broszury wydawane przez tę partię, propagował jej idee, rozrzucał ulotki podczas świąt 1 maja. W latach 1911–1917 zamieszkał u mariawitów w Płocku, gdzie nie miał kontaktu z działaczami PPS.
Wstąpił na wydział prawa na  Uniwersytecie Warszawskim. Brał udział w wojnie polsko-bolszewickiej w roku 1920. Zgłosił się na ochotnika i został przydzielony do 5. pułku piechoty 18. Dywizji Piechoty. W okresie studiów interesował się teozofią i mesjanizmem, czytał wtedy m.in. Józefa Jankowskiego, Józefa Hoene-Wrońskiego i  Blaise Pascala. Przekonanie o misyjnej roli narodu polskiego towarzyszyło mu do końca życia. Studia ukończył w 1924 roku, zdobył tytuł magistra prawa.

## Kariera prawnicza
Po ukończeniu studiów rozpoczął karierę urzędniczą. Najpierw pracował w Wydziale Prawno-Budowlanym Ministerstwa Robót Publicznych. Był sekretarzem osobistym  Józefa Pruchnika,  Tadeusza Jasionowskiego,  Andrzeja Kędziora i  Gabriela Narutowicza. Od 1921 roku pracował jako referent personalny, a od 1926 roku jako radca prawny w Ministerstwie Robót Publicznych. Od roku 1932 pracował w Departamencie Budownictwa Ministerstwa Spraw Wewnętrznych, był zastępcą naczelnika Wydziału Prawno-Budowlanego w Ministerstwie Spraw Wewnętrznych. W 1936 roku został zastępcą przewodniczącego Odwoławczej Komisji Dyscyplinarnej działającej przy Ministerstwie Spraw Wewnętrznych.
W 1939 roku brał udział w  kampanii wrześniowej, został przydzielony do biura cenzury. 17 września jego jednostka przestała istnieć. Podczas okupacji niemieckiej wraz z grupą polskich specjalistów przygotowywał projekty przyszłej odbudowy kraju. Współpracował wtedy z prof. Bohdanem Pniewskim, Adamem Kuncewiczem, Tadeuszem Tołwińskim i Michałem Kaczorowskim. Okres powstania warszawskiego spędził w Radości pod Warszawą. W latach powojennych pracował na stanowisku naczelnika wydziału prawnego w Ministerstwie Odbudowy Kraju. W roku 1953 przeszedł na emeryturę.

## Konwersje religijne

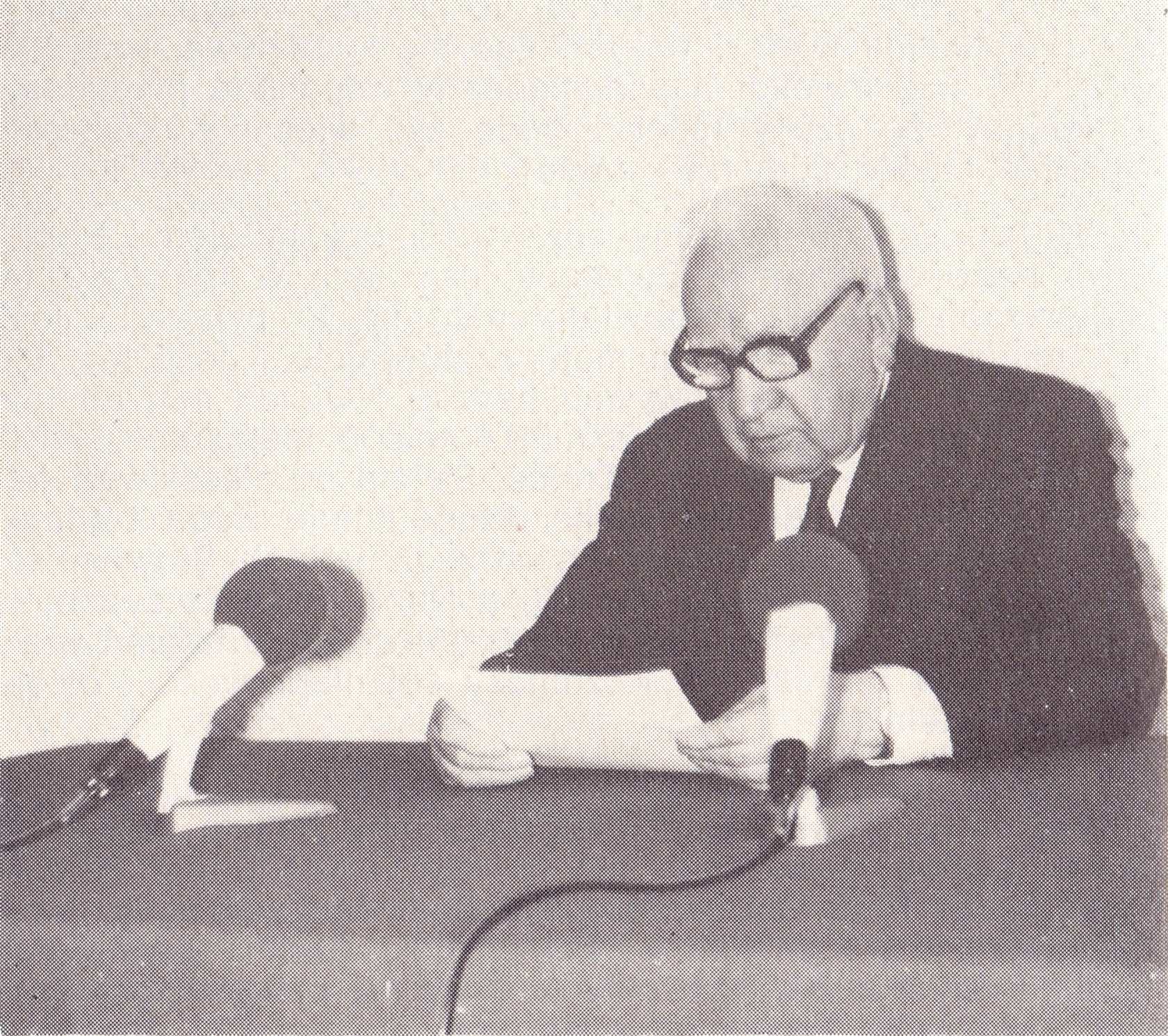
Podczas nagrywania kazania dla audycji „Głos Ewangelii z Warszawy” (1974)

Krakiewicz urodził się w rodzinie rzymskokatolickiej. Jego przywiązanie do katolicyzmu uległo zachwianiu po przeczytaniu książki  Andrzeja Niemojewskiego Objaśnienia katechizmu. Według tej książki katechizm prowadzi do bezmyślności, obłudy i fanatyzmu. Niemojewski krytycznie ocenił hierarchię KRK na tle sprawy mariawickiej. W roku 1911 Krakiewicz zamieszkał w klasztorze mariawickim w Felicjanowie i przeszedł na mariawityzm. W 1914 roku przyjął święcenia diakonatu z rąk bpa M. Jakuba Próchniewskiego, otrzymując imiona zakonne Maria Tomasz. Mariawitów opuścił w 1917 roku, po czym do roku 1925 nie przejawiał zainteresowania sprawami religii. Od roku 1918 zaangażował się w działalność polityczną w Polskiej Partii Socjalistycznej, którą kontynuował do roku 1925.
W 1925 roku przyłączył się do Zrzeszenia Zwolenników Nauki Pierwotnych Chrześcijan i wkrótce został przełożonym Zboru Ewangelicznych Chrześcijan Wolnych w Warszawie. Funkcję tę – później w ramach ZKE – pełnił przez ponad 50 lat. Podczas wojny prowadził bliską współpracę z baptystami, którą kontynuował też w latach powojennych. W latach 1945–1947 był sekretarzem Zarządu Polskiego Kościoła Ewangelicznych Chrześcijan Baptystów. 24–26 maja 1947 wespół z Szenderowskim zorganizował „Konferencję Braterską” w Ustroniu, na której powołano Zjednoczony Kościół Ewangeliczny, którego też został prezesem.

## Aresztowanie i uwięzienie
Organy BP zaczęły gromadzić informacje na temat Krakiewicza jeszcze w 1946 roku. Od września 1947 roku zaczęto kontrolować korespondencję przychodzącą do Krakiewicza. Pierwsze jego charakterystyki dokonywane przez funkcjonariuszy UB były niedokładne, uznano go np. za rzymskokatolika. Rozpracowujący go funkcjonariusze interesowali się jego działalnością podczas sanacji oraz niemieckiej okupacji. Dopiero 24 czerwca 1950 roku Departament IV wraz z Departamentem V MBP założyły sprawę agenturalnego rozpracowania Krakiewicza. Uznano, że może zajmować się działalnością szpiegowską.
W nocy z 19 na 20 września 1950 roku został aresztowany przez Urząd Bezpieczeństwa w ramach Akcji „B”, pod zarzutem „roboty wywiadowczej”. Na pierwszych przesłuchaniach był pytany o swój życiorys. Interesowano się, co robił w okresie międzywojennym. Podczas przesłuchań stosowano tortury wodne. Krakiewicz załamał się, w kwietniu i maju 1951 dostarczył informacji, które częściowo potwierdziły podejrzenia ze strony organów BP. Potwierdził, że działacze ewangelikalni zajmowali się działalnością polityczną przed wojną, podczas wojny i po wojnie. Potwierdził, że zagraniczni emisariusze sekt wypytywali o sytuację polityczną i ekonomiczną Polski. Zaprzeczył jednak, by ktokolwiek udzielał odpowiedzi na takie pytania. Zeznania Krakiewicza z tego okresu utwierdziły Departament V MBP o słuszności aresztowań. Arkadiusz Liberman, zastępca naczelnika Wydziału III Departamentu V MBP uznał, że zeznania te mogą służyć za punkt wyjściowy do dalszego śledztwa i stwarzają perspektywę dla osiągnięcia wyników. W roku 1951 przez wiele miesięcy ciężko chorował. Komisja lekarska, która go badała 13 września 1951 roku, rozpoznała u niego zwyrodnienie miażdżycowe mięśnia sercowego, podciśnienie tętnicze, niedokrwistość wtórną i nieżyt żołądka. Oceniono, że jego życie jest zagrożone.
3 grudnia Władysław Góra sporządził akt oskarżenia. W uzasadnieniu wyroku zarzucono: „W 1932 Krakiewicz w Warszawie otrzymał od Götzego broszurkę pt. «Co nas czeka», którą po przeczytaniu przechowywał w swojej biblioteczce do dnia zatrzymania tj. 19 września 1950 r. W broszurce tej pt. «Bolszewizm i Komunizm» w oszczerczy sposób przedstawia się stosunki panujące w Związku Radzieckim w latach dwudziestych na odcinku wychowania młodzieży i sytuacji polityczno-gospodarczej. W 1946 r. osk. Krakiewicz nawiązał ponownie kontakty z przedstawicielami zagranicznych misji należących do pokrewnych sekt, a to z Leas’em i Fugowskim, z którymi przeprowadzał rozmowy na tematy sytuacji gospodarczej w Polsce. Latem 1946 r. w Warszawie osk. Krakiewicz przyjął od Leasa 100 dol. papierowych jako zapomogę..., które w czerwcu 1950 r., sprzedał nieustalonej osobie w Warszawie za 200 000 zł, a pieniądze osk. Krakiewicz zużył na finansowanie obrońcy w procesie swojej krewnej...”.
19 grudnia 1951 roku przekazany został Generalnej Prokuraturze wraz z aktem oskarżenia. Podczas procesu drążono sprawę pracy dla Delegatury Rządu Londyńskiego podczas okupacji. W styczniu 1952 roku został skazany na dwa lata więzienia za „szeptaną propagandę” i „nielegalny handel obcą walutą”. W więzieniu był inwigilowany, a współwięźniowie donosili na niego. Według donosów jednego ze współwięźniów miał śpiewać pieśni religijne w języku niemieckim. Wyszedł na wolność 8 października 1952 roku. Pobyt w więzieniu odcisnął na nim trwałe piętno, był przekonany, że do jego aresztowania przyczynił się Szymon Biliński. Kandydatów na duchownych przestrzegał, że ich też mogą spotkać aresztowania.

## Prezes ZKE

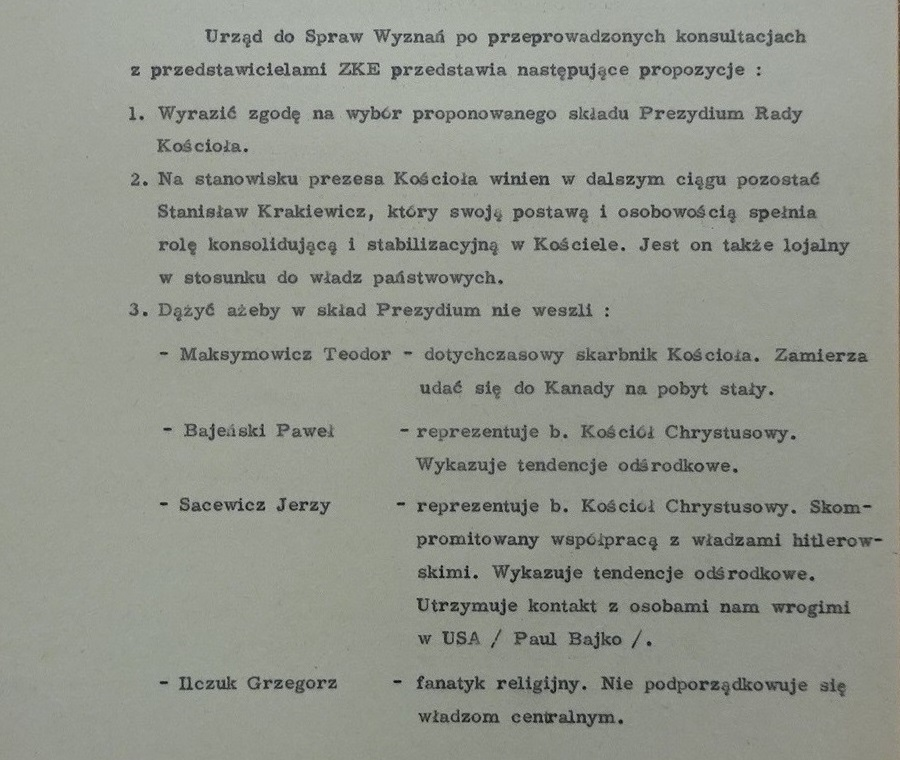
Fragment Notatki pracownika UdSW, 18 listopada 1968 roku (AAN UdSW 131/482)

Po wyjściu na wolność został wybrany na prezesa ZKE. Jako prezes wielokrotnie łamał obowiązujący Statut ZKE. Zgłaszając swoją kandydaturę na prezesa mawiał: „przyjmę stanowisko prezesa Rady, jeśli Bracia powierzą mi ten mandat”. Czynił wysiłki na rzecz poszerzenia ZKE, nakłaniał baptystów, by przyłączyli się do jego Kościoła, ale baptyści zachowali daleko idącą ostrożność i zarzucali Krakiewiczowi brak konsekwencji. Jako prezes, wspierał swoje ugrupowanie, a agendy kościelne powierzał jego działaczom. Miał dobre kontakty z Urzędem do Spraw Wyznań, ufał mu Serafin Kiryłowicz. Kiryłowicz pod wpływem Krakiewicza przeciwstawiał się tendencjom separatystycznym w ZKE. Miał jednak ograniczone zaufanie ze strony Departamentu IV MSW. Płk. Stanisław Wypych był zdania, że Krakiewicz nie kontroluje sytuacji w ZKE.
W latach 60. miał osiągnięcia w skutecznym rozwiązywaniu konfliktów na poziomie zborowym. W Międzyrzeczu usiłował przechwycić część wyznawców z Kościoła Metodystów tworząc placówkę ZKE. W roku 1966 w Zielonej Górze przyciągnął do zboru grupę świadków Jehowy, co zostało pozytywnie ocenione przez władze. Również w Żarach próbował pozyskać wyznawców innych grup religijnych. W październiku 1966 roku Prezydium ZKE przekazało Pallotynom 7350 kg papieru biblijnego na potrzeby  Biblii Tysiąclecia. Transakcja została zrealizowana bez wiedzy UdSW. Stanisław Dąbrowski (TW „Majewski”) powiadomił o tym fakcie swego oficera prowadzącego (mjr. Władysław Setla). W związku z tym Krakiewicz oraz Teodor Maksymowicz (był skarbnikiem ZKE) byli wzywani przez władze polityczne oraz wyznaniowe. Wpłynęło to na obniżenie zaufania u władzy. Również kontrola korespondencji przychodzącej do Krakiewicza powodowała, że Departament IV MSW darzył go nieufnością.
W piśmie do prezbiterów okręgowych z 12 grudnia 1970 roku poinformował, że ZKE nie jest upoważniony do działania poza granicami kraju i w związku z tym nie ma prawa przemycania rosyjskich Biblii do ZSRR. Aktywnie uczestniczył w działalności Polskiej Rady Ekumenicznej i Chrześcijańskiej Konferencji Pokojowej. W latach 1970–1975 zwalczał zielonoświątkowców. Próbował narzucać zborom, w którym większość stanowili zielonoświątkowcy pastora z innego ugrupowania (zbory w Szczecinie, Legnicy, Oleśnicy, Wrocławiu, Poznaniu, Przemyślu).
Na początku 1975 roku, w przededniu VIII Synodu ZKE Krakiewicz był świadom, że nie zostanie wybrany na następną kadencję, zwrócił się więc o pomoc do Urzędu ds. Wyznań, zapewniając o swej lojalności i patriotyzmie. Krytykował jednocześnie niektórych działaczy ZKE, zarzucając im, że są „niesubordynowani, powiązani z Zachodem, niepatriotyczni”. Władze nie udzieliły mu jednak wsparcia, uznały nawet, że Krakiewicz już się wysłużył. Z funkcji prezesa został odsunięty w 1975 roku na VIII Synodzie Kościoła. Po zdjęciu z funkcji prezesa nadano mu – na prośbę Konstantego Sacewicza, jego następcy – tytuł honorowego prezesa. Odsunięcie Krakiewicza z Prezydium ZKE zapoczątkowało postępujące „rozluźnienie” w ZKE. Pod koniec 1975 roku prowadził rozmowy z baptystami na temat warunków, pod jakimi jego ugrupowanie mogłoby przyłączyć się do baptystów. Baptyści zachowali jednak daleko idącą ostrożność i nie udzielili konkretnej odpowiedzi. Jako prezes ZKE odbył kilkanaście podróży zagranicznych.
8 marca 1980 roku na posiedzeniu Rady Kościoła omawiano „sprawę Krakiewicza” i I Zboru warszawskiego. Krakiewicza obwiniano za wszelkie zło w Kościele. Bronili go tylko wolni chrześcijanie, którzy nie chcieli przyjąć do wiadomości, że Krakiewicz ponosi główną winę za złą sytuację w Kościele. Krakiewicz został pozbawiony tytułu honorowego prezesa, zdjęty ze stanowiska pastora, ponadto został wyłączony z lokalnego warszawskiego zboru ze względu na ujawnienie niemoralnego i niechrześcijańskiego stylu życia. Po ujawnieniu grzechu Krakiewicza połowa członków I zboru opuściła tę społeczność. Waldemar Lisieski i Mieczysław Kwiecień założyli III Zbór ZKE w Warszawie, część osób przeszła do baptystów, metodystów, luteranów, reformowanych, adwentystów i innych społeczności.
Po usunięciu z ZKE zaczął uczęszczać do  baptystycznego zboru w Warszawie. Odtąd działał na rzecz rozbicia ZKE. Zmarł 4 stycznia 1985 roku, pochowany został na Cmentarzu ewangelicko-reformowanym w Warszawie (kwatera N-1-32).

## Działalność publicystyczna i głoszone poglądy

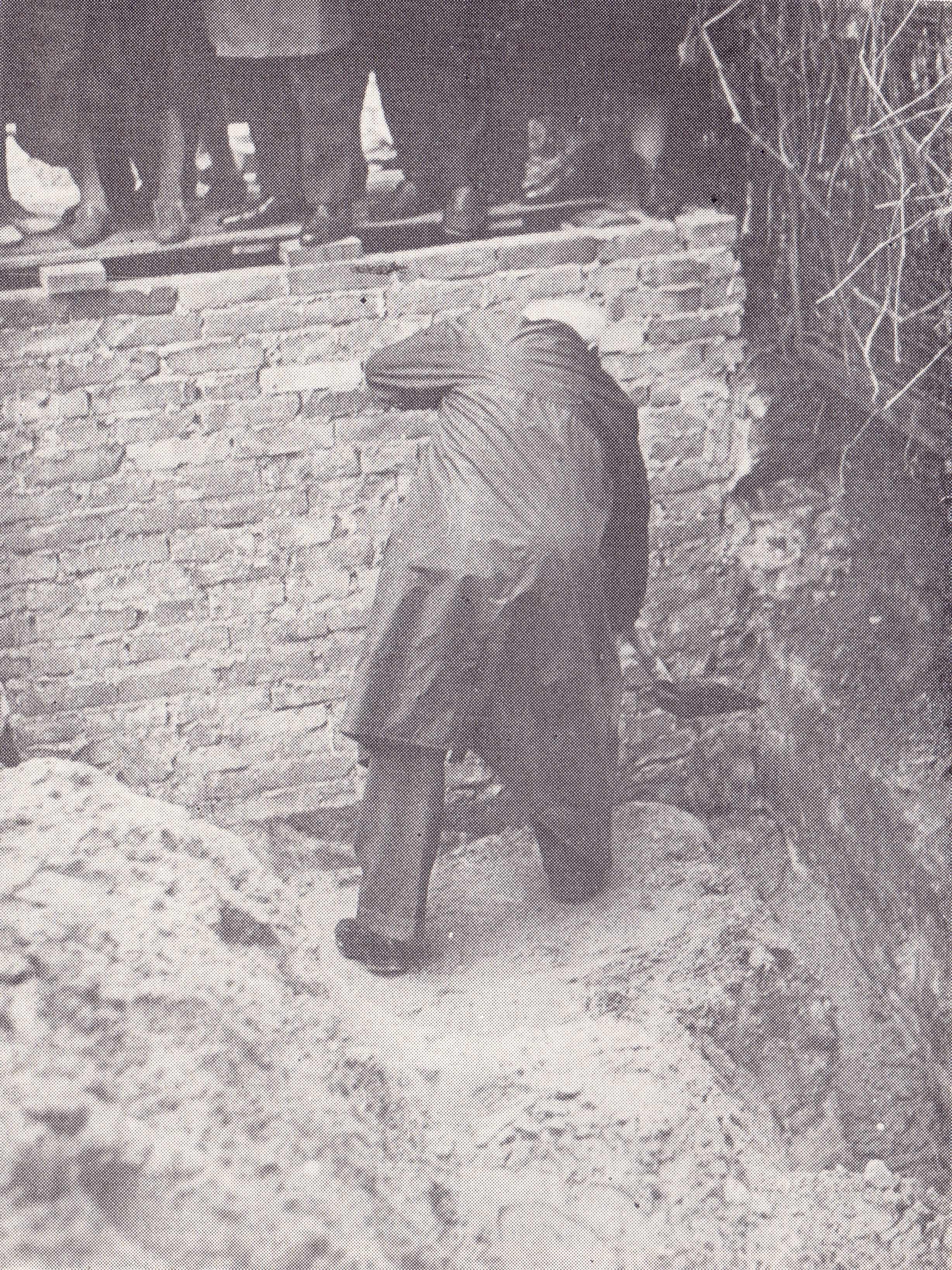
Krakiewicz zakłada kamień węgielny pod budowę kaplicy centralnej

Jest autorem licznych artykułów na łamach „Chrześcijanina”, „Jednoty”, w „Kościele Powszechnym” i „Kalendarzu Chrześcijanina”, zbiór wybranych artykułów został wydany w książce Aby byli jedno (1975). Tytuł pochodzi od jednego z artykułów. Książka ukazała się na przełomie marca i kwietnia 1975 roku. Celem książki było umocnienie pozycji Krakiewicza w Kościele i przekonanie wiernych do jego wizji Kościoła. Wyboru artykułów dokonał Mieczysław Kwiecień, który we wstępie napisał życiorys Krakiewicza. Pominięto w nim wszelkie informacje, które były kłopotliwe z punktu widzenia współwyznawców (działalność w PPS-ie), jak również i władzy ludowej (aresztowanie i uwięzienie). W życiorysie brak informacji o mariawickiej przeszłości (bliżej nieznane osobiste urazy).
Krakiewicz był przekonany, że żyje w wyjątkowo trudnych czasach, może nawet gorszych niż czasy Nerona. Jest to czas walki dobra ze złem. Człowiek musi się opowiedzieć po którejś ze stron. Nie można być neutralnym. Podczas I wojny światowej było dużo państw neutralnych i państwa te nawet się na tym wzbogaciły, ale podczas II wojny światowej było niewiele państw neutralnych. W stosunku do sił zła – nie ma czegoś takiego jak złoty środek.
Uważał, że każda rzecz pod słońcem ma swój czas, dotyczy to zarówno jednostek, jak i narodów. Każdemu człowiekowi został dany czas, by mógł się zastanowić nad tym, gdzie chce spędzić wieczność. Każdy wybiera, czy chce kroczyć drogą wąską, czy szeroką. Każdy, kto został powołany do życia, winien upodabniać się do Chrystusa. Uważał, że żyje w niebezpiecznych czasach, wiele wynalazków jest skierowanych przeciwko człowiekowi (broń nuklearna, chemiczna, bakteriologiczna, zanieczyszczenie środowiska naturalnego). Dopuszczał możliwość, że być może człowiek rozpocznie podbój kosmosu. Za rozwojem techniki nie nadąża jednak postęp w dziedzinie obyczajowości. Upadek dokonał się zwłaszcza na Zachodzie, nadziei dla ludzkości upatrywał na Wschodzie.
Był zdania, że każdemu narodowi Bóg wyznaczył czas i przestrzeń. W przypadku Polaków, geograficzne granice wytyczone zostały przez góry i morze, oraz Bug i Odrę. Obecny obszar Polski pokrywa się z tym, jaki miało państwo Bolesława Chrobrego. Polska położona jest w środku Europy i jest niejako jej sercem. Wyprowadzał z tego faktu daleko idące wnioski: Ilekroć były czynione próby – przez inne kraje – zniszczenia, zgniecenia tego narodu – cierpiał nie tylko nasz kraj i jego mieszkańcy – krwawiła cała Europa. Dlatego nie da się zniszczyć tego narodu, a każda taka próba byłaby walką z prawem Bożym, która musiałaby się zakończyć klęską całej Europy. Jednocześnie uważał, że nieszczęśliwa historia Polski to rezultat „grzechów naszych”.
Szczególnym sentymentem darzył II RP. Pozytywnie oceniał odwilż z końca 1956 roku i każdą kolejną liberalizację życia w PRL. W czasach, gdy był prezesem ZKE, nie lubił mówić o swej działalności w PPS w okresie międzywojennym, niechętnie też mówił o swej przeszłości mariawickiej. Jego stosunek do innych wyznań i ekumenizmu zmieniał się w czasie, był on pochodną funkcji jakie pełnił oraz konwersji.

## Współpraca z organami SB
Był informatorem UB, zwerbowany został 25 czerwca 1952 roku, jeszcze podczas swego uwięzienia, otrzymał pseudonim „Jan Bąk”. Pracował pod tym pseudonimem do końca 1956 roku. Wyeliminowany został z sieci czynnych agentów 4 grudnia 1956 roku. 8 grudnia 1962 roku Krakiewicz ponownie został zarejestrowany jako TW, ale tym razem współpraca z Departamentem IV MSW nie została przezeń podjęta. W latach 1968–1980 pracował jako TW pod pseudonimem „Doktór”. Podczas werbunku zastosowano szantaż.
Wbrew ocenom oficerów prowadzących, nie wszystkie informacje „Bąka Jana” były zgodne z prawdą, niejednokrotnie kierował się fantazją (np. o sposobach finansowania baptystów i metodystów). Najbardziej pracowitym był rok 1953, dostarczył wtedy 33 doniesienia agenturalne. Jako „Doktór” dostarczył połowę tego materiału, co dostarczył jako „Bąk Jan” i mniej więcej tyle, co w roku 1953. Ostatnie doniesienie na piśmie dostarczył 23 grudnia 1971 roku. Odtąd wszelkie doniesienia były przekazywane w formie ustnej. Doniesienia pisał trudno czytelnym charakterem, osoby przepisujące je na maszynopis przepisywały je z błędami i wykropkowanymi nieczytelnymi miejscami. Wszystkie nazwiska były trudno czytelne i często były przekręcane podczas kopiowania. Obniżało to wartość operacyjną doniesień.
Jako „Doktór” informował o przebiegu posiedzeń władz ZKE, o synodach ZKE, audycjach „Głos Ewangelii”, sprawach wydawniczych, dostarczał informacji o innych Kościołach, sporządzał charakterystyki duchownych. Nie wszystkie dostarczone przezeń informacje były prawdziwe, zasadniczo nie informował bezpieki o przerzucie rosyjskiej literatury religijnej do ZSRR. Donosił na swoich rywali w Kościele, przy pomocy donosów zwalczał swoją opozycję w Kościele. Donosząc na swoich wrogów, niejednokrotnie mijał się z prawdą. Donosił głównie na zielonoświątkowców i chrystusowych. Cztery osoby utraciły pracę po jego donosach, uniemożliwił okresowo wyjazdy zagraniczne kilkunastu osobom. Uniemożliwił w ten sposób studia zagraniczne Krystynie Sokołowskiej (wyszła później za pastora Anatola Matiaszuka). Pod wpływem jego donosów założono w 1969 roku sprawę operacyjnego rozpracowania na Bronisława Stawińskiego (kryptonim „Chrześcijanin”), którą zakończono dopiero w 1988 roku (Stawiński zmarł 25 czerwca 1980 roku).
Zazwyczaj w pozytywnym świetle przedstawiał swoich współwyznawców, nie miał natomiast wielkich oporów, by oczerniać przedstawicieli innych wyznań. Waldemara Lisieskiego i Mieczysława Kwietnia przedstawiał pozytywnie dopóki nie opuścili jego ugrupowania. Po tej zmianie dostarczał na nich wyłącznie niekorzystne informacje. Czasem donosił na osoby nieżyjące.
Został umieszczony na Liście Wildsteina.

## Oceny

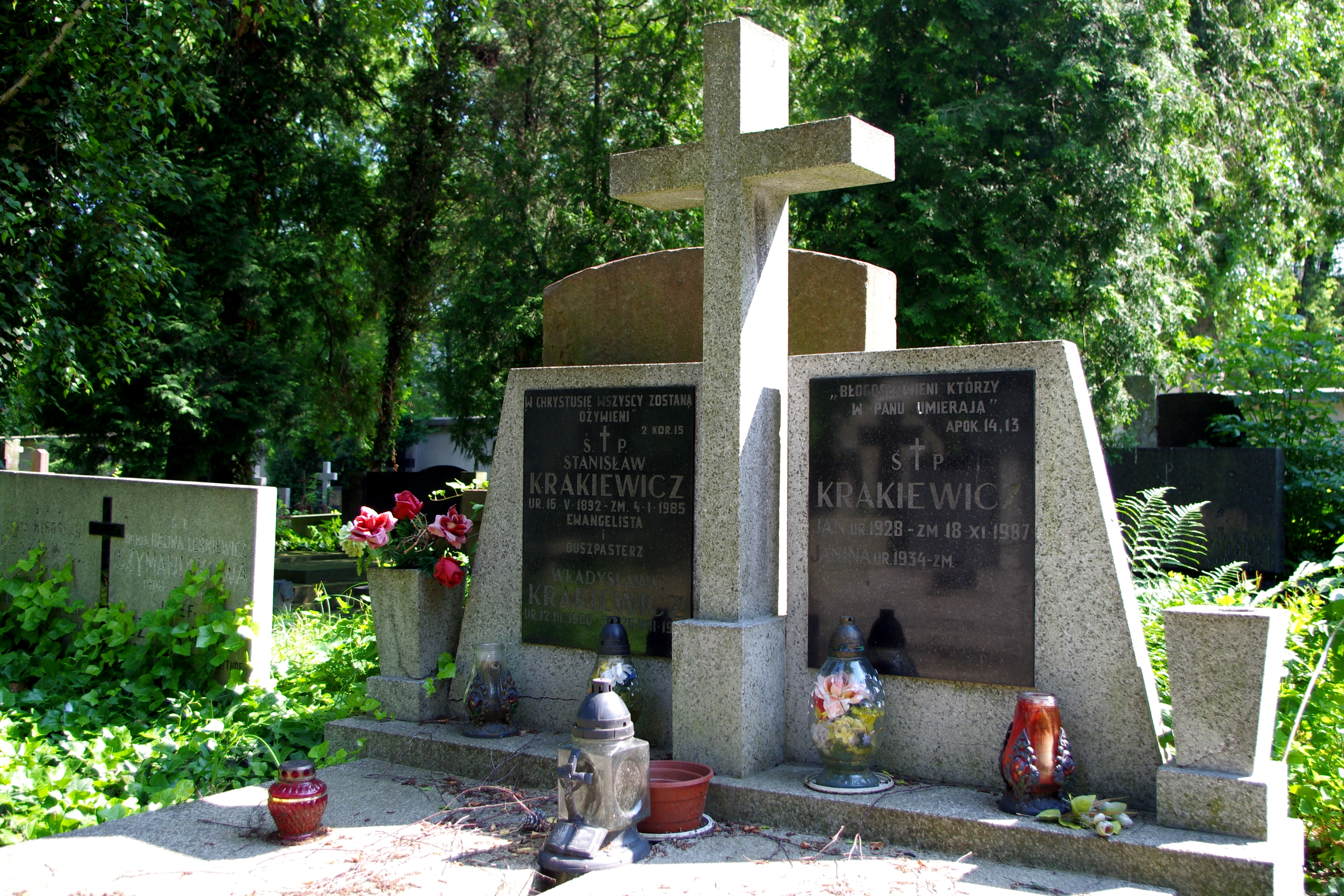
Grób Stanisława Krakiewicza na cmentarzu reformowanym przy ul. Żytniej w Warszawie

Krakiewicz był pozytywnie oceniany w środowisku ekumenicznym Kościołów historycznych i w taki też sposób został zapamiętany. Antoni Grześkowiak nazwał go „szczerym ekumenistą”, który miał przyjazny stosunek do „inaczej wierzących”. Janusz Poniewierski nazwał go człowiekiem głębokiej religijności, zaangażowanym w dzieło ekumenizmu. Małgorzata Winiarczyk-Kossakowska uznała go za zdolnego organizatora.
W Kościołach ewangelikalnych dominują negatywne oceny. Według Ludwika Szenderowskiego Krakiewicz dużo mówił o miłości, ale nigdy nie potwierdzał tego czynami. Czołowi działacze baptystyczni zarzucali mu, że jest trudny we współpracy, że przebija w nim poczucie wyższości. Michał Hydzik zarzucał mu manipulowanie Statutem i prześladowanie zielonoświątkowców, Mieczysław Czajko – że przybierał fałszywą maskę pobożności, a Edward Czajko – odejście od chrystocentryzmu. Henryk Ryszard Tomaszewski zarzucił mu nieprzestrzeganie Statutu ZKE, osobliwy sposób zgłaszania swej kandydatury na prezesa, manipulowanie historią ZKE.
Ryszard Michalak ocenił, że podczas pobytu w więzieniu wyciągnął odpowiednie wnioski, „zdystansował się do własnej przeszłości” i zdecydował się na współpracę z komunistyczną władzą. Po wyjściu na wolność realizował wytyczne władz, hamował inicjatywy wewnątrzkościelne i był gwarantem właściwego kursu politycznego Kościoła. Odtąd bezpieka na ogół pozytywnie oceniała jego postawę, według Michalaka w latach 60. bezpieka tylko raz wyraziła wątpliwość co do jego postawy. Według Tomasza Terlikowskiego Krakiewicz był człowiekiem całkowicie zaprzedanym władzy.
Według Leszka Jańczuka nie cieszył się wielkim zaufaniem ze strony władz, nie zawsze otrzymywał paszport, nie otrzymał Medalu 1000-lecia, płynęły nań skargi ze strony KGB, a płk Wypych z Departamentu IV MSW był zdania, że Krakiewicz nie kontroluje sytuacji w ZKE. Cieszył się natomiast ograniczonym zaufaniem ze strony Urzędu ds. Wyznań. Tolerowano go na tym stanowisku tylko dlatego, ponieważ przez długi okres nie widziano nikogo bardziej odpowiedniego. Nigdy mu nie zapomniano, że podczas II wojny światowej wszedł do zarządu Kościoła uznawanego przez niemieckiego okupanta. O fakcie tym bezpieka pamiętała jeszcze w latach 70..

## Życie prywatne
W 1926 roku ożenił się z Władysławą (1900–1980) z domu Adamczyk, z którą miał dwójkę dzieci: Jana (1928–1987) i Krystynę (1931–1975). Jan był psychologiem, pracował w Ministerstwie Oświaty i Wychowania. W ramach swej pracy wielokrotnie jeździł do NRD. Po śmierci żony (26 sierpnia 1980 roku) ożenił się po raz drugi z Teresą Bieniadą (29 listopada 1980 roku). Teresa była odeń 54 lata młodsza, była doktorem pedagogiki i pracownikiem naukowym, pracowała w  Akademii Pedagogiki Specjalnej.

## Książki
- Prawo budowlane i zagospodarowanie przestrzenne oraz odbudowa. Cz. 1, (Przepisy wydane po wojnie) (1947) [współautorstwo z G. Szymkiewiczem]
- Prawo budowlane i zagospodarowanie przestrzenne oraz odbudowa. Cz. 2, (Przepisy wydane przed wojną) (1948) [współautorstwo z G. Szymkiewiczem]
- Prawo budowlane i zagospodarowanie przestrzenne oraz odbudowa. Uzupełnienie części 1, (Przepisy wydane w czasie druku książki do dnia 27.I.1948 r.) (1948) [współautorstwo z G. Szymkiewiczem]
- Prawo budowlane i zabudowanie osiedli oraz odbudowa. Cz. 3, Przepisy wydane po 1.IX.1947 r. (1949) [współautorstwo z G. Szymkiewiczem]
- Prawo budowlane i zabudowanie osiedli oraz odbudowa. Dodatek do cz. III, (1950) [współautorstwo z G. Szymkiewiczem]
- Prawo budowlane i zabudowanie osiedli oraz odbudowa (1951) [współautorstwo z G. Szymkiewiczem]
- Aby byli jedno (1975)

## Ordery i odznaczenia
- Złoty Krzyż Zasługi za planowanie miasta Łodzi (11 listopada 1936[96][97])
- Złoty Krzyż Zasługi za opracowanie planów odbudowy kraju (1946)[96]
- Srebrna Odznaka za odbudowę Warszawy (1947)[96]
- Krzyż Kawalerski Orderu Odrodzenia Polski (1969)[96],[98]
- Medal 30-lecia Polski Ludowej[54]